# Exoprosopa pallidisetigera
Exoprosopa pallidisetigera är en tvåvingeart som beskrevs av Austen 1937. Exoprosopa pallidisetigera ingår i släktet Exoprosopa och familjen svävflugor. Inga underarter finns listade i Catalogue of Life.